# Cummerbund

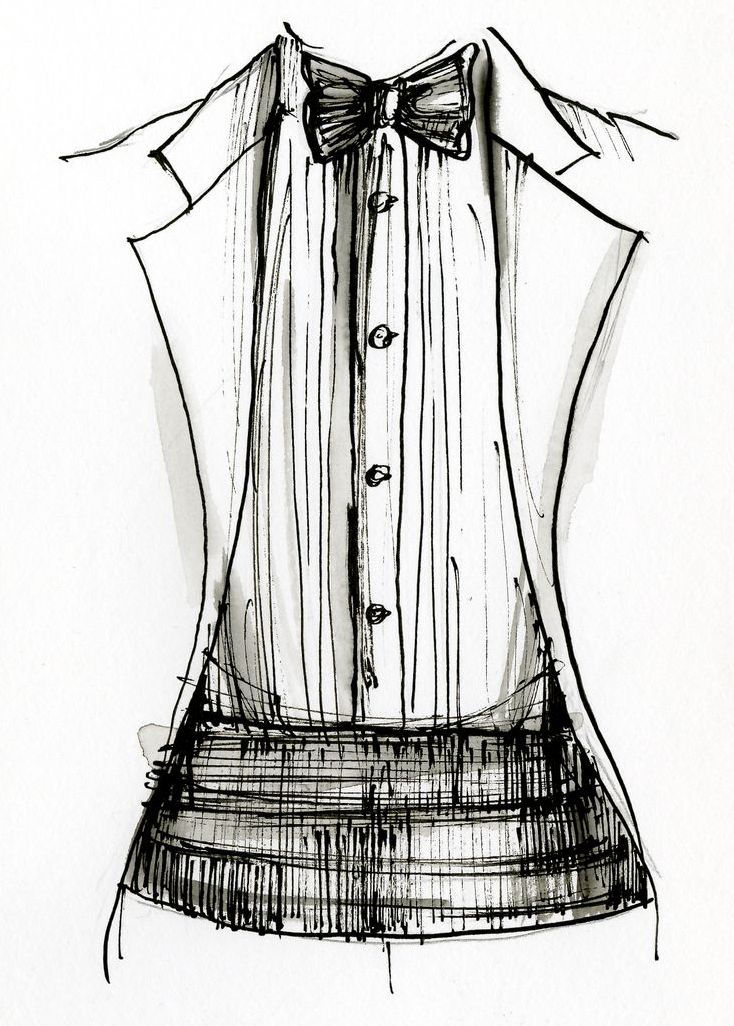
Dessin d'un cummerbund.

Le cummerbund (ou cumerbund) est une écharpe portée autour de la taille, le plus souvent par les hommes sous une veste de smoking. L’origine du cummerbund remonte au XIXe siècle lorsque les officiers britanniques portaient cet accessoire sous leur veste à la place d’un gilet ou d'un veston. 
Son usage a par la suite été élargi dans le civil. Il fait désormais partie intégrante du smoking ou plus simplement d’une tenue de soirée pour les hommes.
Il est à rapprocher de la ceinture de flanelle anciennement portée par les paysans et ouvriers à l'extérieur pour protéger les reins et l'abdomen des coups de froid.

## Origine du nom
Le terme cummerbund trouve son origine dans un mot-valise persan formé de kamar (taille) et band (bandage). Ce terme fit son apparition dans le vocabulaire anglais en 1616 après que les guerriers tribaux en Afghanistan l’ont usité, ainsi que les langues du sous-continent indien telles que l'hindi et l'ourdou. 
Aujourd’hui, le terme perse kamarband fait simplement référence à toute bande de tissu s’attachant autour de la taille comme une large ceinture. 

## Description

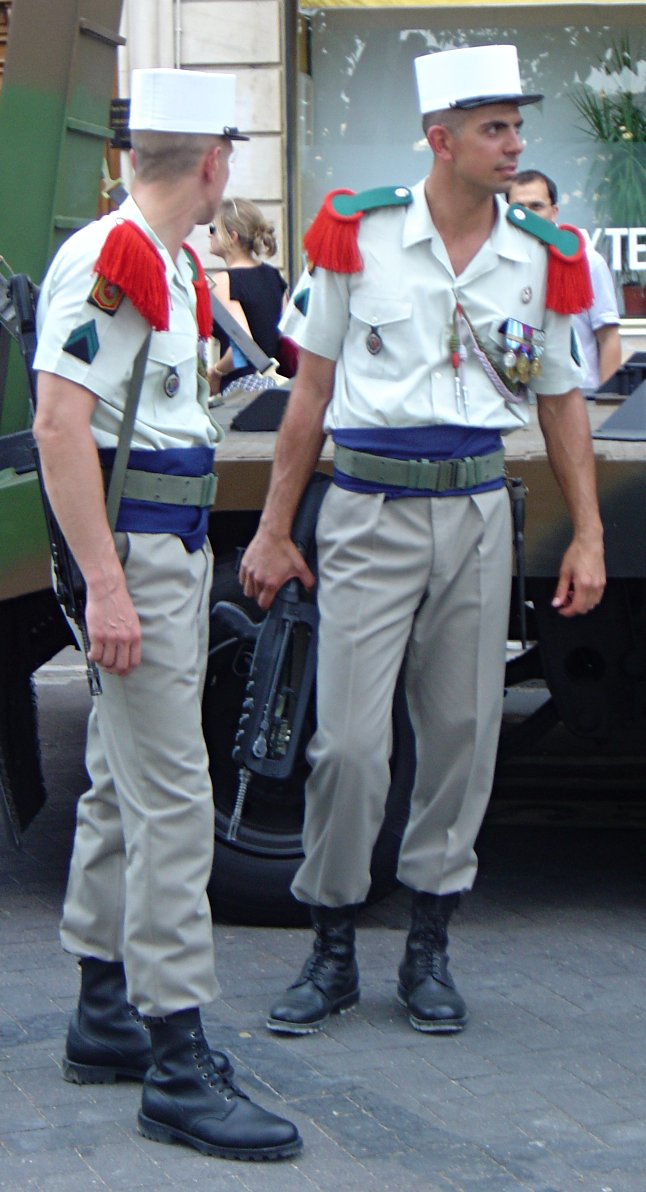
Cummerbund bleu de la Légion étrangère.

Le cummerbund se présente comme une large bande de tissu faisant le tour de la taille. Il a rapidement été associé au smoking, ce qui a restreint ses couleurs. Une fois son usage devenu commun dans le civil, sa couleur fut d’abord associée à des vestes de smoking informelles, puis a rapidement été limitée à des couleurs plus sombres pouvant se porter avec un smoking.  Particulièrement le noir, parfois le bleu de nuit, et occasionnellement le bordeaux.  Les plis se font vers le haut car ils servaient autrefois à coincer des tickets ou autres cartes. Cet aspect explique également le surnom anglais de « crumb-catcher » que l’on pourrait traduire par « attrape-miettes ».  
Toutefois, les cummerbunds des uniformes de l’US Army sont plissés vers le bas, comme le prescrit le Army Regulation 670-1, Chapitre 24, section 10(b). 
L’usage contemporain du cummerbund est purement esthétique et permet une transition entre la chemise et la ceinture. La fermeture est un ruban attaché dans le dos par une boucle de velcro. 
Il est de moins en moins rare d’observer des cummerbunds de couleur, souvent assortis au costume, mais ceux-ci ne doivent pas être confondus avec les traditionnels cummerbunds noirs. 
« The Cummerbund » est également un poème fantaisiste d'Edward Lear (1812-1888), dont le nom complet est « The Cummerbund, a poem from India », dans lequel le poète désigne cet accessoire comme une bête dévoreuse d’hommes.